# Strada regionale 10var Padana Inferiore
La strada regionale 10 var Padana Inferiore (SR 10 var) è una strada regionale italiana che al momento funge da circonvallazione ad Este e Monselice, anche se in origine doveva essere una superstrada che si sviluppava parallelamente alla ex statale 10 Padana Inferiore.
Attualmente è stato costruito solo il primo stralcio all'inizio degli anni 2000, ad una sola carreggiata, che termina sulla strada provinciale 15 Calmana nel territorio di Carceri e si tratta di una strada extraurbana secondaria, il limite massimo di velocità è di 90 km/h ed è interamente gestita da Veneto Strade. È in corso di realizzazione il proseguimento fino ad arrivare allo svincolo di Santa Margherita d'Adige dell'A31.

## Storia
La sua progettazione risale al PRT del 1990, ma la sua costruzione invece avvenne più d'un decennio dopo, con l'apertura al traffico il 25 ottobre 2007 e solo per il primo stralcio dallo svincolo della strada statale 16 Adriatica verso ovest per terminare, dove tutt'oggi finisce, nella strada provinciale 15 Calmana, nella località di Carceri.
Da allora il suo completamento verso il veronese non fu più proseguito, lasciando l'opera infrastrutturale a metà non solo per non aver concluso il tracciato, ma anche per aver costruito una sola carreggiata delle due originali (ovviamente con predisposizione futura).
Nel febbraio 2020 è stato assegnato l'appalto da Veneto Strade per il progetto definitivo dell'opera in questione, con un costo stimato di 2170000 €.
Dal 24 Febbraio 2025, dopo 17 anni dalla realizzazione del primo stralcio, sono iniziati i lavori per il suo parziale proseguimento verso ovest, con il tratto da Carceri (PD) a Borgo Veneto (PD) lungo 6,5 km che sarà realizzato in 2 stralci, con una spesa di circa 170 milioni € a causa dei numerosi viadotti necessari. La durata dei lavori è di circa 3 anni, con l'apertura del prolungamento previsto per fine 2027.

## Il corridoio "Medio-Padano Veneto"
Questa strada, assieme alla strada regionale 104 Monselice-mare formano l'asse superiore del cosiddetto corridoio Medio-Padano Veneto, collegando Legnago e la SS434 Transpolesana alla bassa padovana passando per Montagnana, Este, Monselice e Conselve per infine terminare sulla SS309 Romea vicino Chioggia.

### Sviluppi futuri
- Raddoppio della carreggiata nella tratta già esistente nel padovano;
- Completamento della tratta Carceri - Legnago, già approvata[4] (in rosso nella tabella sottostante);[2]
- Miglioramento e raddoppio della tratta già esistente nel comune di Legnago.
- Realizzazione tracciato a partire dal 2025 (in verde nella tabella sottostante).

## Tabella percorso
| Padana Inferiore | |              |                     |           |
| Tipo             | Indicazione | ↓km↓         | Comune              | Provincia |
|                  | Transpolesana Verona - San Giovanni Lupatoto - Badia Polesine - Rovigo                                                                                                | 332,5        | Legnago             | VR        |
|                  | Area di Servizio | 333,3        | Legnago             | VR        |
|                  | del Bussè Oppeano - Angiari - Legnago | 333,9        | Legnago             | VR        |
|                  | Ponte sul fiume Adige | -            | Legnago             | VR        |
|                  | di Bonavigo Bonavigo | 335,8        | Legnago             | VR        |
|                  | Padana Inferiore per di Lonigo Cologna Veneta - Lonigo | 336,6        | Legnago             | VR        |
|                  | Padana Inferiore (viabilità ordinaria) | 338,6        | Legnago             | VR        |
|                  | Cavalcavia sulla ferrovia Mantova - Monselice | (≅ 3,5)      | Bevilacqua          | VR        |
|                  | del Fratta Minerbe - Bevilacqua - Marega - Terrazzo | (≅ 5,0)      | Bevilacqua          | VR        |
|                  | Stradona Masi - Castelbaldo - Merlara - Urbana - Montagnana | (≅ 9,0)      | Montagnana          | PD        |
|                  | Cavalcavia sulla dei Mobilieri Casale di Scodosia | (≅ 10,0)     | Montagnana          | PD        |
|                  | Megliadina Megliadino San Vitale - Megliadino San Fidenzio - Saletto                                                                                                  | (≅ 14,5)     | Borgo Veneto        | PD        |
|                  | Valdastico Schio - Thiene - Vicenza - Badia Polesine di Scodosia Ospedaletto Euganeo - Santa Margherita d'Adige - Megliadino San Vitale - Casale di Scodosia - Urbana | (≅ 16,5)     | Borgo Veneto        | PD        |
|                  | Cavalcavia sulla Bresegana Ponso - Bresega | (≅ 19,5)     | Ponso               | PD        |
|                  | Moceniga Ospedaletto Euganeo - Ponso - Piacenza d'Adige - Masi | (≅ 20,5)     | Ospedaletto Euganeo | PD        |
|                  | Calmana Ospedaletto Euganeo - Carceri - Villa Estense | 363,3 (0,0)  | Carceri             | PD        |
|                  | Ponte sul fiume Frassine | 365,8 (2,5)  | Este                | PD        |
|                  | Cavalcavia su: Morosina Deserto - Villa Estense - Carmignano - Ca' Morosini Pisana Este - Deserto - Sant'Elena - Solesino                                             | 368,8 (5,5)  | Este                | PD        |
|                  | Este Deserto - Este - Sant'Elena - Solesino - Villa Estense | 369,3 (6,0)  | Este                | PD        |
|                  | Area di servizio | 369,7 (6,4)  | Este                | PD        |
|                  | Cavalcavia sulla ferrovia Padova - Rovigo | 371,6 (8,3)  | Monselice           | PD        |
|                  | dei bersaglieri Monselice-Barbona - Vescovana - Granze - Sant'Elena Ospedale di Schiavonìa                                                                            | 372,4 (9,1)  | Monselice           | PD        |
|                  | Adriatica Padova - Rovigo - Ferrara - Ravenna - Ancona - Pescara - Bari - Lecce Monselice-mare Tribano - Arre - Villa del Bosco - SS 309 Romea - Chioggia             | 374,5 (11,2) | Monselice           | PD        |